# Teresa Badowska-Czubik
Teresa Badowska-Czubik (ur. 9 maja 1945 w Niemirowicach) – polska entomolog.

## Życiorys
W 1969 ukończyła studia w Wyższej Szkole Rolniczej w Olsztynie, w 1981 obroniła doktorat w Instytucie Sadownictwa i Kwiaciarstwa w Skierniewicach. Pracowała w Pracowni Entomologii Zakładu Ochrony Roślin Sadowniczych. Zajmowała się entomologią stosowaną, badała występowanie, szkodliwość i metody zwalczania szkodników, owadów i roztoczy upraw sadowniczych. Teresa Badowska-Czubik opracowała metodę hodowli owocówki jabłkóweczki (Carpocapsa pomonella) na sztucznych pożywkach. Zajmowała się występowaniem, szkodliwością i metodami zwalczania szpecieli (Eriophyidae), mszyc (Aphidodea) oraz wciornastków (Thysanoptera).
Dorobek naukowy stanowi 125 publikacji, w tym 52 oryginalne prace naukowe. W 1985 otrzymała nagrodę II stopnia Ministra Rolnictwa, Leśnictwa i Gospodarki Żywnościowej.